# District de Golaghat
Le district de Golaghat (assamais : গোলাঘাট জিলা) est une zone administrative de l’état d'Assam en Inde.

## Géographie
Cette zone a atteint le statut de district en 1987. 
Le centre administratif du district est situé à Golaghat. 
Le district compte 1 066 888 habitants en 2011, il s’étend sur une superficie de 3 502 km2 et se trouve à 100 m au-dessus du niveau de la mer. 
Il est bordé au nord par le Brahmapoutre. 
Le district abrite une partie du parc national de Kaziranga, plusieurs temples et des ruines.